# Coleophora uralensis
Coleophora uralensis là một loài bướm đêm thuộc họ Coleophoridae. Nó được tìm thấy ở miền nam Pháp, Tây Ban Nha, Hungary, Croatia and miền nam Nga.
Ấu trùng ăn Artemisia alba. 